# 吡嗪酰胺
吡嗪醯胺（INN：pyrazinamide）是一种敏感结核病治疗方案的核心药物，作为一线杀菌药物，对处于吞噬细胞内尤其是酸性环境中缓慢生长的结核分枝杆菌有杀灭作用。
在治療開放性結核病時，通常會與利福平、異煙肼、鏈黴素或乙胺丁醇一起使用。一般不建議用於治療潛伏性結核病。給藥途徑為口服。
常見的副作用為噁心、食慾降低、肌肉與關節疼痛及引起皮疹。嚴重一點的副作用可能會發作痛風、肝中毒及對陽光較為敏感。不建議用於患有嚴重肝病或紫質症的患者身上。懷孕期間用藥是否安全目前尚不明朗，哺乳期間用藥則相對安全。本品為抗分枝桿菌類藥物，目前相關藥理機轉尚待闡明。
吡嗪醯胺問世於 1936 年，到 1972 年才廣泛使用。本品名列世界衛生組織基本藥物標準清單中，認可為醫療系統中最安全有效的必需藥物。